# Іммесгайм
Іммесгайм (нім. Immesheim) — громада в Німеччині, розташована в землі Рейнланд-Пфальц. Входить до складу району Доннерсберг. Складова частина об'єднання громад Гельгайм.
Площа — 2,99 км2. Населення становить 136 ос. (станом на 31 грудня 2020).